# György Ligeti
György Sándor Ligeti (28. května 1923, Târnăveni, Rumunsko – 12. června 2006, Vídeň) byl maďarsko-rakouský hudební skladatel židovského původu.

## Život

### Mládí
Ligeti se narodil v Dicsőszentmártonu v Transylvánii v Rumunském království, který byl v roce 1945 přejmenován na Târnăveni, v rodině maďarských Židů. V šesti letech se rodina přestěhovala do Kluže a až do roku 1990 se do místa svého narození nevrátil.
Základní hudební vzdělání získal na konzervatoři v Kluži. Kromě toho v letních měsících studoval soukromě u maďarského klavíristy a hudebního skladatele Pála Kadosy v Budapešti.
V roce 1940 byla Druhou vídeňskou arbitráží severní část Transylvánie postoupena Maďarsku. Ligetiho vzdělání bylo v roce 1944 přerušeno, když byl fašistickým režimem Miklóse Horthyho poslán do tábora nucených prací. Jeho šestnáctiletý bratr byl deportován do koncentračního tábora Mauthausen-Gusen a oba rodiče do koncentračního tábora Auschwitz-Birkenau. Ze všech jeho příbuzných přežila věznění pouze matka.
Po skončení 2. světové války se Ligeti vrátil ke studiu na Hudební akademii Franze Liszta v Budapešti. Jeho učiteli byli kromě Pála Kadosi i Ferenc Farkas, Zoltán Kodály a Sándor Veress. Absolvoval v roce 1949 a rok se věnoval etnografickému výzkumu maďarské lidové hudby v Transylvánii. Po roce se vrátil na přímluvu svého učitele Zoltána Kodályho na svou školu jako učitel harmonie, kontrapunktu a hudební analýzy. Jako mladý učitel však dále navštěvoval přednášky svého staršího kolegy, dirigenta a muzikologa Lajose Bárdose, konzervativního křesťana, který pro něj představoval bezpečné útočiště. Jeho pomoc a rady později ocenil v předmluvě ke svým dvěma učebnicím harmonie. Vzhledem k omezením, které představoval komunistický režim v Maďarsku, se stala komunikace mezi Maďarskem a západními zeměmi obtížnou a Ligeti, stejně jako ostatní umělci v zemích východního bloku, byli odříznuti od vývoje hudby ve světě.

### Zralá léta
V prosinci 1956, dva měsíce poté co sovětská armáda krvavě potlačila maďarské povstání, uprchl se svou bývalou ženou (zanedlouho se opět vzali) do Vídně, kde v roce 1968 získal rakouské občanství. Maďarsko pak navštívil až o 14 let později, kdy byl pozván, aby zasedal v porotě skladatelské soutěže. Při útěku do Vídně zanechal v Budapešti většinu svých skladeb, z nichž byla velká část ztracena. Vzal sebou jen to, co sám považoval za nejdůležitější díla. Sám později vysvětloval, že svou starou hudbu považoval za nezajímavou. Věřil pouze dvanáctitónové hudbě.
Za několik týdnů po příjezdu do Vídně odcestoval do Kolína nad Rýnem. Tam se setkal s řadou klíčových postav hudební avantgardy a měl možnost se seznámit se současnými hudebními styly a metodami. Mezi nimi byli např. Karlheinz Stockhausen a Gottfried Michael Koenig, s nimiž pak spolupracoval na vývoji elektronické hudby. Přestože s nimi spolupracoval v kolínském studiu, sám napsal jen velmi málo čistě elektronické hudby. Soustřeďoval se spíše na instrumentální díla, která však často obsahovala elektronicky znějící textury. V létě pak navštěvoval Darmstadtské Kurzy nové hudby. Zhruba po třech letech kolínskou školu zcela opustil, neboť mu připadala příliš dogmatická a plná frakčních půtek a osobních třenic.
Počínaje rokem 1960 se Ligetiho dílo dostávalo na veřejnost a bylo čím dál více respektováno. Jeho nejznámější skladby pocházejí z doby od Apparitions (1958–59) k Lontano (1967) a k opeře Le Grand Macabre (1978). V posledních letech se staly známými jeho tři svazky Études pro klavír (1985–2001) díky gramofonovým nahrávkám.

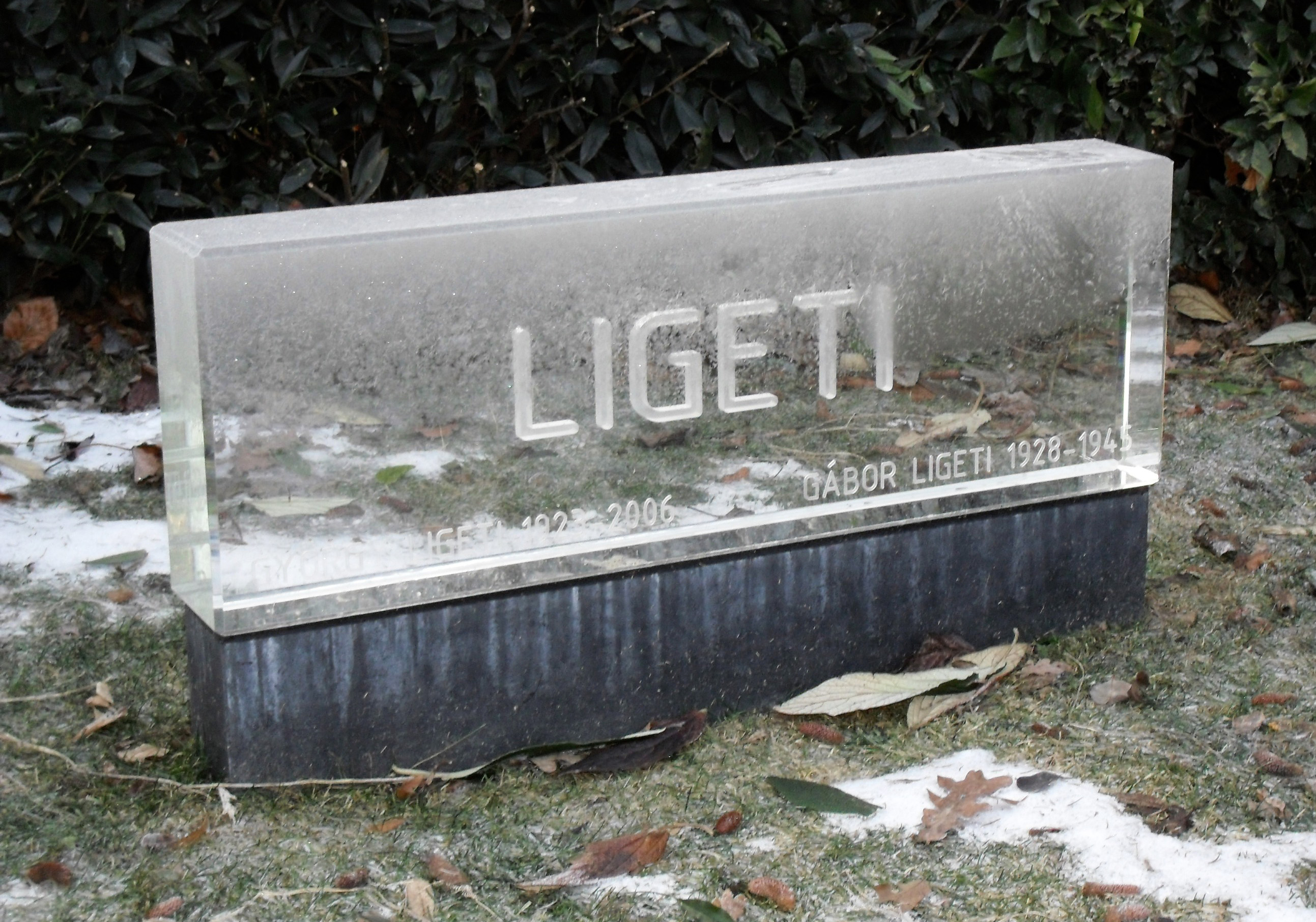
Ligetiho hrob ve Vídni

V roce 1973 se stal profesorem kompozice na Vysoké škole hudby a divadla (Hochschule für Musik und Theater Hamburg) v Hamburku, kde setrval až do odchodu do důchodu v roce 1989. Na počátku osmdesátých let se pokoušel najít nový hudební styl bližší tonalitě. To vedlo k odmlčení na hudební scéně, které bylo ukončeno v roce 1982 Triem pro housle, lesní roh a klavír. V následujících letech byl pak velmi plodný. Na pozvání Waltera Finka se stal prvním skladatelem představeným na Rýnském hudebním festivalu v roce 1990.
Vedle velkého zájmu o rozličné typy hudby, od renezance až po hudbu africkou, se Ligeti zajímal i o literaturu (zejména Lewis Carroll, Jorge Luis Borges, a Franz Kafka), malířství, architekturu a přírodní vědy. Zvláště se zajímal o matematiku, zejména fraktální geometrii Benoît Mandelbrota a práce Douglase Hofstadtera.
Ke konci dvacátého století se zhoršily Ligetiho zdravotní problémy. V posledních třech letech života se pohyboval pouze na vozíčku. Zemřel 12. června ve Vídni ve věku 83 let. Příčinu smrti rodina nezveřejnila. Pohřeb se konal ve vídeňském ústředním krematoriu. Zúčastnili se ho ministři kultury Rakouska i Maďarska. Popel je uložen na Ústředním vídeňském hřbitově (Zentralfriedhof).
Skladatelův syn, Lukas Ligeti, je skladatelem a hráčem na bicí nástroje v New Yorku.

## Hudba
Většina jeho raných prací byly sborové skladby a úpravy lidových písní. Nejrozsáhlejší dílo z tohoto období byla jeho absolventská práce „Kantáta pro festival mládeže“ pro sóla, sbor a orchestr. Dodnes je na repertoáru Sonáta pro violoncello a orchestr, skladba o dvou kontrastních větách komponovaná v letech 1948 a 1953. Skladba byla komunisty ovládaném maďarském Svazu skladatelů zakázána a na její první uvedení si skladatel musel počkat čtvrt století.
Ligetiho první skladby jsou ovlivněny hudebním jazykem Bély Bartóka. To je patrné i na jeho klavírním cyklu Musica ricercata z roku 1953, který bývá přirovnáván Bartókovu cyklu Mikrokosmos. Ligeti později šest skladeb z tohoto cyklu přepracoval pro dechové nástroje a pod názvem Šest bagatel pro dechový kvintet byly provedeny poprvé v roce 1956 s výjimkou poslední věty, která se zdála komunistické censuře příliš nebezpečná.
Právě s ohledem na censuru byla nejodvážnější skladatelova díla z tohoto období psána tzv. do šuplíku. Týká se to nejen výše uvedené Musica ricercata, ale zejména jeho 1. smyčcového kvartetu „Métamorphoses nocturnes“ z let 1953–1954. Skladba byla veřejně provedena až po jeho útěku do Vídně.
Po příchodu do Kolína začal psát spolu se Stockhausenem a Koenigem ve studiu západoněmeckého rozhlasu (West German Radio - WDR) elektronickou hudbu. Před návratem k instrumentální hudbě však dokončil pouze dvě skladby: Glissandi (1957) and Artikulation (1958). Třetí skladba, původně nazvaná Atmosphères, později však známá pod názvem Pièce électronique Nr. 3, byla sice rozpracovaná, ale technické potíže zabránily jejímu dokončení. Dokončili ji teprve v roce 1996 nizozemští skladatelé Kees Tazelaar and Johan van Kreij. I pozdější Ligetiho hudba je ovlivněna jeho elektronickými experimenty a řada zvuků jeho instrumentální hudby elektronickou hudbu připomíná, jak je tomu např. v druhé větě skladby Apparitions (1959). Ligeti to později nazval „mikropolyfonií“.
Aventures, stejně jako Nouvelles Aventures z let 1962-1965, jsou skladby pro tři pěvce a instrumentální septet na skladatelův text, který sémanticky nedává žádný smysl. Každý ze zpěváků hraje pět rolí představujících pět oblastí emocí, mezi kterými náhle a rychle přechází, takže všech pět emocí je ve skladbě stále přítomno.
Requiem je skladba pro soprán, mezzosoprán, dvacetičlenný smíšený sbor a orchestr. Svou délkou, trvá přibližně jeden a půl hodiny, je do té doby nejdelší Ligetiho skladbou. Ligeti použil pouze cca polovinu liturgického textu: Introitus, Kyrie a Dies irae, které rozdělil na dvě části De die iudicii sequentia a Lacrimosa.

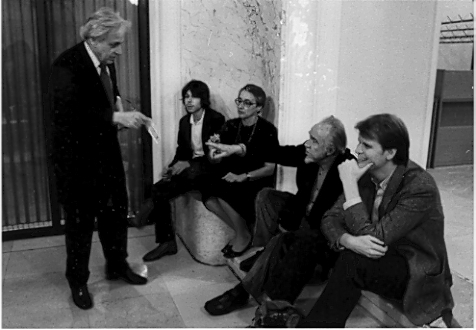
Zleva doprava: György Ligeti, Lukas Ligeti, Vera Ligeti, Conlon Nancarrow a Michael Daugherty, Štýrský Hradec, Rakousko, 1982

V roce 1977, 13 let od prvních náčrtků, dokončil svou jedinou operu Le Grand Macabre. Volně vychází z divadelní hry Michela de Ghelderode La balade du grand macabre patřící do žánru absurdního divadla. Ligeti ji nazval „anti-anti-opera“. Personifikace smrti, Nekrotzar, přichází do fiktivního města Breughellandu a oznámí, že o půlnoci nastane konec světa. Hudebně opera navazuje na postupy, které nejsou spojeny s Ligetiho předchozími díly včetně citací a pseudocitací jiných skladeb.
Po opeře Le Grand Macabre se Ligeti snažil najít nový hudební styl a kromě dvou kratších skladeb pro cembalo další větší práci, Trio pro housle, lesní roh a klavír, dokončil až v roce 1982, více než čtyři roky po opeře. Jeho hudba z 80. a 90. let akcentuje komplexní mechanické rytmy. V této době také zkoumal alternativní systémy ladění.
Široké veřejnosti je Ligeti znám zejména hudbou k filmu Stanleye Kubricka 2001: Vesmírná odysea (A Space Odyssey). Hudba k filmu obsahuje úryvky z jeho skladeb Atmosphères, Lux Aeterna, Requiem a elektronicky upravené verze skladby Aventures. Film měl soudní dohru, neboť hudba byla použita bez souhlasu autora. Spor však byl urovnán dohodou a Kubrick pak později použil i další Ligetiho hudbu ve filmech The Shining a Eyes Wide Shut.
Hudbu ze skladby Lontano použil i režisér Martin Scorsese v psychologickém thrilleru Shutter Island a první větu z violoncellového koncertu režisér Michael Mann v kriminálním filmu Heat.
Ligetiho hudba zazněla také v rozhlasovém zpracování povídek Douglase Adamse Stopařův průvodce po Galaxii.

## Ocenění
- Beethovenova cena města Bonnu (1967)
- Berliner Kunstpreis (1965)
- UNESCO International Rostrum of Composers (1969)
- Berlin Art Prize (1972)
- Bachova cena Svobodného a hansovního města Hamburk (1975)
- Grawemeyerova cena za hudební kompozici Univerzity v Louisville (1986)
- Rakouské vyznamenání za vědu a umění (1987)
- Vídeňský čestný prsten (1987)
- Commandeur dans l'Ordre des Arts et des Lettres (1988)
- Prix de composition musicale de la Prince Pierre Foundation, Monako (1988)
- Léonie Sonning Music Prize (Dánsko, 1990)
- Velká rakouská státní cena za hudbu (1990)
- Praemium Imperiale (1991)
- Balzan Prize (1991)
- Čestný člen Královské hudební akademie v Londýně (1992)
- Hudební cena Ernsta von Siemens, Německo (1993)
- Schock Prize za hudební umění (1995)
- Music Award of the UNESCO (1996)
- Wolf Prize in Arts, Izrael (1996)
- Wihuri Sibelius Prize, Finsko (2000)
- Kyoto Prize, Japonsko (2001)
- Medaile za umění a vědu města Hamburk (2003)
- Theodor W. Adorno Award (2003)
- Kossuthova cena, Maďarsko (2003)
- Polar Music Prize (2004)
- Frankfurt Music Prize (2005)

## Seznam skladeb

### Orchestrální skladby
- Concert românesc (1951)
- Apparitions (1958–59)
- Atmosphères (1961)
- Fragment (1961) pro komorní orchestr
- Requiem, pro soprán, mezzosoprán, smíšený sbor a orchestr (1963–65)
- Koncert pro violoncello a orchestr (1966)
- Lontano (1967)
- Ramifications (1968–69), pro smyčcový orchestr nebo 12 sólistů
- Chamber Concerto, pro 13 hudebníků (1969–70)
- Melodien (1971)*
- Koncert pro flétnu, hoboj a orchestr (1972)
- San Francisco Polyphony (1973–74)
- Klavírní koncert (1980–88)
- Houslový koncert (1989–93)
- Hamburg Concerto, pro lesní roh a komorní orchestr (1998–99, revise 2002)

### Komorní skladby
- Sonáta pro sólové violoncello (1948/1953)
- Andante and Allegretto, pro smyčcový kvartet (1950)
- Šest bagatel pro dechový kvintet (1953)
- 1. smyčcový kvartet Métamorphoses nocturnes (1953–54)
- Baladă și joc, pro dvoje housle (1950)
- 2. smyčcový kvartet (1968)
- Deset kusů pro dechový kvintet (1968)
- Hommage à Hilding Rosenberg, pro housle a violoncello (1982)
- Trio pro housle lesní roh a klavír (1982)
- Sonáta pro sólovou violu (1991–94)

### Klavírní skladby
- Basso Ostinato (1941)
- Induló (Pochod) pro klavír na čtyři ruce(1942)
- Polifón etüd pro klavír na čtyři ruce (1943)
- Allegro pro klavír na čtyři ruce (1943)
- Due capricci (1947)
- Invention (1948)
- Három lakodalmi tánc (Tři svatební tance) pro klavír na čtyři ruce (1950)
- Sonatina pro klavír na čtyři ruce (1950)
- Musica ricercata (1951–53)
- Chromatische Phantasie (1956)
- Clocks and Clouds, pro 12 ženských hlasů a orchestr (1973)
- Tři skladby pro dva klavíry (1976)
- Études I. (1985)
- Études II. (1988–94)
- L'arrache-coeur (1994)
- Études III. (1995–2001)

### Skladby pro cembalo
- Continuum (1968)
- Passacaglia ungherese (1978)
- Hungarian Rock (Chaconne) (1978)

### Varhany
- Musica ricercata (1953)
- Volumina (1961–62, revise 1966)
- Dvě studie:
  - Harmonies (1967)
  - Coulée (1969)

### Sbory
- Idegen földön (1945–46)
- Betlehemi királyok (1946)
- Húsvét (1946)
- Magos Kősziklának (1946)
- Magány (1946)
- Bujdosó (1946)
- Ha folyóvíz volnék (1947)
- Pletykázó asszonyok (1952)
- Lakodalmas (1950)
- Hortobágy (1951)
- Haj, ifjúság! (1951)
- Kállai kettős (1952)
- Inaktelki nóták (1953)
- Pápainé (1953)
- Mátraszentimrei dalok (1955)
- Éjszaka, Reggel (1955)
- Lux Aeterna (1966)
- Tři fantasie podle Friedricha Hölderlina (1982)
- Magyar Etüdök pro 16 hlasů podle Sandora Weörese (1983)
- Nonsense madrigals pro šest mužských hlasů (1988–93)

### Písně
- Három Weöres-dal pro zpěv a klavír (1946–47)
- Négy lakodalmi tánc (úpravy maďarských lidových písní pro dva soprány, mezzosoprán a klavír)
- Öt Arany-dal pro zpěv a klavír (1952)
- Aventures (1962)
- Nouvelles Aventures (1962–65)
- Der Sommer, pro zpěv a klavír (1989)
- Síppal, dobbal, nádihegedüvel (pro píšťaly, bubny a housle) (2000)

### Opera
- Le Grand Macabre (1975–77, revidovaná verse 1996)

### Elektronická hudba
- Glissandi (1957)
- Artikulation (1958)
- Pièce électronique no. 3 (1957–58)

### Různé
- Poème Symphonique, pro 100 metronomů (1962)
- Ligeti, György. 1988. "On My Piano Concerto", translated by Robert Cogan. Sonus: A Journal of Investigations into Global Musical Possibilities 9, no. 1 (Fall): 8–13.